# Aguas Buenas
Aguas Buenas (AFI: /ˈaɣwas ˈβwenas/, lett. "le acque buone") è una città di Porto Rico situata nella regione centro-orientale dell'isola. L'area comunale confina a nord con Bayamón, Guaynabo e San Juan, a est con Caguas, a sud con Cidra e a ovest con Comerío. Il comune, che fu fondato nel 1838, oggi conta una popolazione di oltre 30 000 abitanti ed è suddiviso in 10 circoscrizioni (barrios).